# 남코 시스템 2

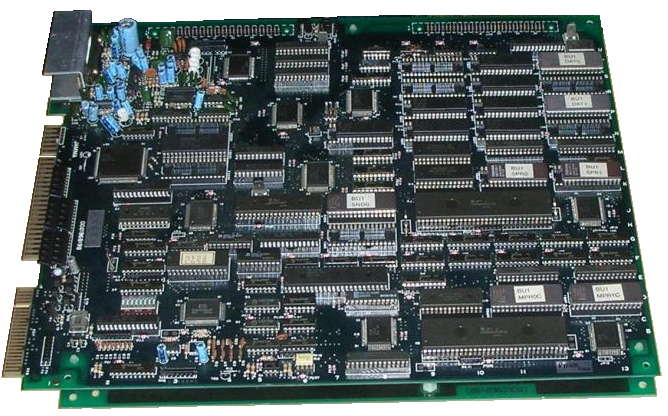
남코 시스템 2 기반이었던 버닝 포스 기판

남코 시스템 2(Namco System 2)는 남코의 16비트 아케이드 기판이다. 1987년 12월 처음 제작됐으며, 남코가 같은 해 4월에 만들었던 남코 시스템 1보다 성능이 향상된 제품이다. 나중에 1988년  3D 기술이 적용된 남코 시스템 21이 그 뒤를 이어받았다.

## 사양
기판 구성 :
- CPU 보드 @ 49.152 MHz
- 그래픽 보드 @ 33.3 MHz
- ROM Board

메인 프로세서:
- 메인 CPU: 모토로라 68000 @ 12.288 MHz[2] (16/32비트 명령어 @ 2.1504 MIPS[3])
- 서브 CPU: 모토로라 68000 @ 12.288 MHz (16/32비트 명령어 @ 2.1504 MIPS[3])
- 사운드 CPU: 모토로라 M6809 @ 2.048 MHz (8비트 명령어 @ 0.86016 MIPS[3])
- MCU:
  - 히타치 HD63705 @ 2.048 MHz (8비트 명령어 @ 2.048 MIPS[4])
  - 남코 C68 (미쓰비시 M37450) @ 8.192 MHz[1] (8-bit instructions @ 1.024 MIPS[5])

비디오:
- GPU: Namco Custom chipset[6]
  - C45 Land Generator
  - C102 ROZ Memory Access Controller
  - C106 OBJ X-Axis Zoom Controller
  - C107 Land Line Buffer
  - C116 Screen Waveform Generator
  - C123 GFX Tile Memory Decoder
  - C134 Object Memory Address Generator
  - C135 OBJ Line Matching
  - C145 Tile Screen Memory Access Controller
  - C146 OBJ Line Buffer Steering
  - C156 Pixel Stream Combo
- 비디오 해상도:[1]
  - 해상도: 288×224 (횡) or 224×288 (종) 픽셀
  - 오버스캔 해상도: 384×264 (횡) or 264×384 (종) 픽셀 (264 스캔라인)
- 화면 재생 빈도: 60.606 Hz[1] (60.606 FPS)
- 색:
  - 컬러 팔레트: 16,777,216 (24비트 RGB)[7]
  - 화면 발색수: 16,384 (64 KB 팔레트 RAM[1]) ~ 32,768 (그림자 포함[1])
- 그래픽 플레인:
  - Variable-sized display window
  - 3 스크롤링 512×512 타일맵 layers (64×64 characters)
  - 1 scrolling 512×256 tilemap layer (64×32 characters)
  - 2 fixed 288×224 tilemap layers (36×28 characters)
  - 1 fixed rotate/zoom tilemap layer
  - 1 sprite layer
  - Roadway generator (driving games only)
- 스프라이트 성능: 확대/축소 및 회전,[1] 라인 버퍼링[6]
  - Sprites on screen: 128[7] displayed at once
  - Sprites in RAM: 2048 (16 banks with 128 sprites each)[1]
  - Sprite sizes: Variable, from 8×8[1] to 64×64 pixels
  - Colors per sprite: 256 (8컬러)[1]
  - Sprite pixels/texels: 33.3 MHz video clock cycles,[1] 549,450 texels per frame (60.606 frames per second), 2081 texels per scanline (264 scanlines), 128 sprites per scanline

사운드:
- 사운드 칩:
  - 야마하 YM2151 @ 3.57958 MHz: 8 FM 음원 채널
  - 남코 커스텀 C140 @ 21.39 kHz: 24 스테레오 PCM 채널 @ 21.39 kHz 샘플링
- PCB는 볼륨, 트레블, 베이스, 가변저항 음성 조율을 지원함

## 남코 시스템 2 게임 목록
- 파이널 랩 (1987)
- 어설트 (1988)
- 어설트 플러스 (1988)
- 오다인 (1988)
- 메탈 호크 (1988)
- 미래 닌자 (1988)
- 페리오스 (1988)
- 발키리의 전설 (1989) - 발키리의 모험 후속작
- 더트 폭스 (1989)
- 파이니스트 아워 (1989)
- 버닝 포스 (1989)
- 포 트랙스 (1989)
- 마블 랜드 (1989)
- 구계도중기 (1990) - 요괴도중기 세계를 빌린 월드 스타디움형 야구 게임
- 파이널 랩 2 (1990)
- 드래곤 세이버 (1990) - 드래곤 스피리트 후속작
- 골리! 고스트! (1990)
- 롤릴 선더 2 (1990)
- 스틸 거너 (1990)
- 슈퍼 월드 스타디움 (1991)
- 스틸 거너 2 (1991)
- 코스모 갱 더 비디오 (1991)
- 골리! 고스트! 2 (1992)
- 스즈카 8 아워스 (1992)
- 슈퍼 월드 스타디움 '92 (1992)
- 슈퍼 월드 스타디움 '92 격투판 (1992)
- 파이널 랩 3 (1992)
- 럭키 & 와일드 (1992)
- 슈퍼 월드 스타디움 '93 격투판 (1993)
- 스즈카 8 아워스 2 (1993)